# Verlagsrecht
Das Verlagsrecht im Sinne des deutschen § 8 Verlagsgesetzes (VerlG) ist das ausschließliche Recht, ein Werk der Literatur oder Tonkunst (das heißt Notenmaterial) zu vervielfältigen und zu verbreiten. Es ist ein Teilbereich der urheberrechtlichen Nutzungsrechte. Urheber erteilen üblicherweise Verlagen das Verlagsrecht an einem Werk, indem sie einen Verlagsvertrag abschließen.

## Inhalt
Inhaber des Verlagsrechts ist zunächst der Urheber. Der Urheber kann das Verlagsrecht an eine andere Person vergeben, z. B. an einen Verlag. Der Inhaber des Verlagsrechts ist zur Herstellung in buchtypischer Printform berechtigt. Welche Rechte dem Inhaber im Detail zustehen ist eine Frage des Einzelfalls. Als üblich gilt jedoch nur eine Vervielfältigung in Papierform. Elektronische Einspeicherung ist hingegen nicht vom Verlagsrecht abgedeckt, sondern bedarf einer gesonderten Vereinbarung. Neben dem Verlagsrecht können andere urheberrechtliche Nutzungsrechte sowie Urheberpersönlichkeitsrechte an einem Werk bestehen.

## Verlagsvertrag

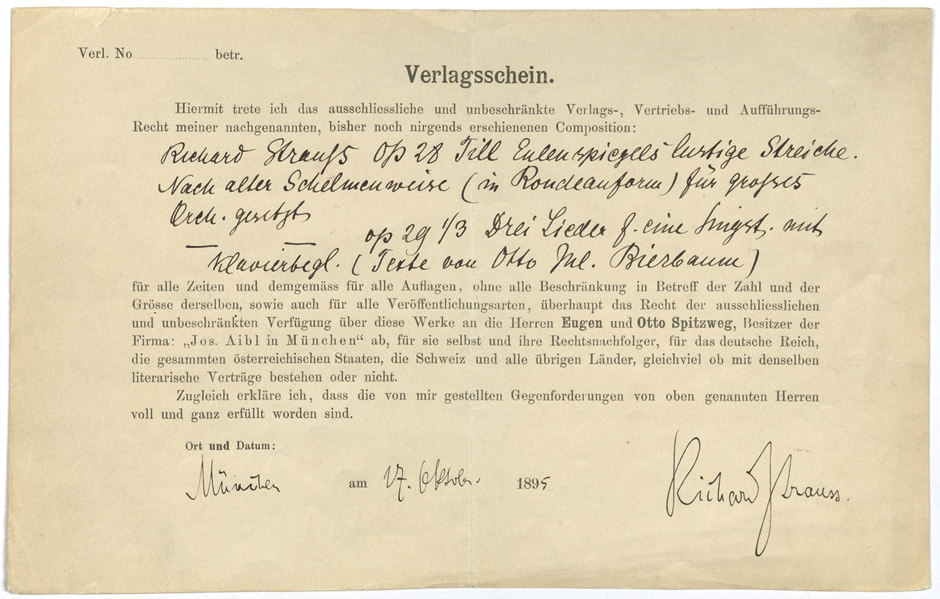
„Verlagsschein“ mit der Abtretung der Rechte an Richard Strauss’ Tondichtung Till Eulenspiegels lustige Streiche an die Eigentümer des Musikverlags Aibl, 17. Oktober 1895

### Geschichte
Verlagsverträge in diesem Sinne gibt es etwa seit der ersten Hälfte des 17. Jahrhunderts. Auch im 18. Jahrhundert war es noch üblich, in einem Verlagsvertrag das (sogar vererbbare) Eigentum am Manuskript auf den Verleger zu übertragen. Vorläufer waren die Vereinbarungen von Kastigatoren mit den Verlegern.
Inhalte der frühesten Verlagsverträge waren neben dem Verlagsrecht vor allem die Honorarhöhe, die Anzahl der Freiexemplare und die Korrekturmodalitäten. Auch die Modalitäten für Neuauflagen wurden im 18. Jahrhundert in Verlagsverträgen geregelt. Doch erst später entwickelte sich der Verlagsvertrag zur Fixierung der wirtschaftlichen Verteilung zwischen Autor und Verleger. Auch zur Ausstattung von Büchern und zu Terminabsprachen erhielten Verlagsverträge seit dem 18. Jahrhundert Angaben.

### Rechtliche Bestimmungen
Gegenstand des Verlagsvertrags ist das Verlagsrecht. Ein Verlagsvertrag liegt vor, wenn ein Urheber oder ein Lizenznehmer einem Verleger das Verlagsrecht an einem Werk überträgt. Durch einen Verlagsvertrag i. S. d. § 1 VerlG wird der Verfasser verpflichtet, sein Werk dem Verleger zur Vervielfältigung und Verbreitung zu überlassen. Der Verleger wird im Gegenzug zur Vervielfältigung und Verbreitung verpflichtet. Gemäß § 14 VerlG muss dies in zweckentsprechender Weise erfolgen, insbesondere ist erforderlich, dass der Verleger für das Werk Werbung betreibt. Die Vorschrift findet nach § 48 VerlG entsprechende Anwendung, wenn das Verlagsrecht nicht durch den Autor, sondern durch einen Lizenznehmer vergeben wird. Der Verlagsvertrag ist vom Herausgebervertrag abzugrenzen. Herausgebervertrag ist eine Vereinbarung, welche die typischen Herausgeberpflichten, insbesondere die Sammlung und Auswahl von Beiträgen und organisatorische Vorbereitung der Veröffentlichung, zum Inhalt hat.
Ein Verlagsvertrag i. S. d. § 1 VerlG setzt voraus, dass der Verleger zumindest in nicht unerheblichem Umfang auf eigene Rechnung handelt (zur Abgrenzung siehe Zuschussverlag). Kein Verlagsvertrag im eigentlichen Sinn ist ein Vertrag, der eine andere Verwertung als in Buchform zum Gegenstand hat. Die Varianten sind so zahlreich wie die Verwertungsformen (z. B. Hörbuch, Bühnenaufführung etc.). Es ist allerdings üblich, mit dem Verlagsrecht auch andere Verwertungsrechte an den Verlag zu übertragen.
Hat der Urheber oder ein Lizenznehmer das Verlagsrecht durch Verlagsvertrag vergeben, ist der Inhalt des Vertrags maßgebend; ergänzend sind gesetzliche Vorschriften heranzuziehen. Zu welchen Ausgaben der Verleger berechtigt sein soll (z. B. nur Hardcover-Ausgabe oder auch Taschenbuchausgabe) ergibt sich aus dem Vertrag. Unklarheiten über den Umfang der übertragenen Rechte gehen regelmäßig zu Lasten des Verlegers.
Das Verlagsgesetz gelangt überwiegend dann zur Anwendung, wenn die Vertragsparteien keine ausdrückliche Vereinbarung getroffen haben. Ansonsten handelt es sich um dispositives Recht, d. h., es kann in einem Vertrag abbedungen werden (Ausnahme § 40 VerlG bei zukünftigen Werken). Durch den Verlagsvertrag entsteht ein Dauerschuldverhältnis zwischen den Parteien. Es kann aus wichtigem Grund gekündigt werden.